# Poropuntius exiguus
Poropuntius exiguus är en fiskart som först beskrevs av Wu och Lin, 1977.  Poropuntius exiguus ingår i släktet Poropuntius och familjen karpfiskar. Inga underarter finns listade i Catalogue of Life.